# Roberto Szidon
Roberto Szidon (Porto Alegre, 21 septembre 1941 – Düsseldorf, 21 décembre 2011) est un pianiste brésilien, installé en Allemagne. Outre sa carrière internationale de concertiste, il s'est consacré également à l'enregistrement et à l'enseignement.

## Biographie
Szidon naît à Porto Alegre, au Brésil, en 1941. Il donne son premier concert à l'âge de neuf ans, dans sa ville natale. Il étudie ensuite la composition avec Karl Faust et poursuit ses études pianistiques aux États-Unis avec Ilona Kabos et Claudio Arrau.
Szidon joue avec de nombreux orchestres de renom. En 1977, il effectue une tournée complète en Afrique australe. Le 6 septembre 1972, il donne en création la première du Concerto pour piano n° 4 de Camargo Guarnieri, à Porto Alegre.
Au disque, Szidon est mieux connu, notamment pour son enregistrement complet des 10 Sonates pour piano et de la Fantaisie en si mineur d'Alexandre Scriabine, ; ainsi que l'intégrale des 19 Rhapsodies hongroises et la Rhapsodie espagnole de Franz Liszt (1972).
Szidon enregistré disque LP primé en 1965 : le Rudepoêma d'Heitor Villa-Lobos. Les autres œuvres de Villa-Lobos dans sa discographie, sont : A fiandeira, Saudades dos selvas brasileiras, New York Skyline (version 1957), Carnaval dos crianças, A lenda do caboclo, Suite floral, op. 97 (révision de 1949) et 16 Cirandas et 12 Cirandinhas. Il enregistre également des œuvres d'autres compositeurs Brésiliens tels Ernesto Nazareth, Francisco Mignone et Chiquinha Gonzaga.
Szidon également enregistré les Scherzos et les Impromptus de Frédéric Chopin (1977, LP Deutsche Grammophon 536 378), Sergei Rachmaninoff (deuxième sonate), Sergei Prokofiev (sixième sonate) ainsi que la « Concord Sonata de Charles Ives et Concerto en fa de George Gershwin. Il a souvent joué et enregistré de la musique de chambre avec la violoniste Jenny Abel et accompagné Thomas Quasthoff dans le Dichterliebe et les Liederkreis, op. 39 de  Schumann ainsi que d'autres lieder. Il a enseigné le piano aux académies de musique de Hanovre puis Düsseldorf jusqu'à sa mort.
Szidon est mort d'une crise cardiaque en décembre 2011, à Düsseldorf, à l'âge de 70 ans.